# Euphausiacea
« Krill » redirige ici. Pour les autres significations, voir Krill (homonymie).
Ordre
Les Euphausiacés, communément appelés krill (nom générique d’origine norvégienne voulant dire „nourriture de baleine“) sont de petits crustacés des eaux froides, de l’ordre des Euphausiacea, que l’on rencontre dans tous les océans où ils se nourrissent principalement de phytoplancton et constituent un élément fondamental du réseau trophique (« chaîne alimentaire ») des écosystèmes marins et dans le puits de carbone marin. 
Dans l’océan Austral, une espèce, le Krill antarctique Euphausia superba constitue une biomasse estimée à environ 380 000 000 tonnes, ce qui en fait, avec les copépodes (également des crustacés), l’une des espèces pélagiques les plus abondantes de la planète, dont de grandes quantités sont prélevées chaque année par les baleines, les phoques, les manchots, les calmars, les poissons et les humains.
La plupart des espèces d’Euphausiacés migrent verticalement quotidiennement, ce qui nourrit les prédateurs près de la surface la nuit et dans les eaux plus profondes pendant la journée.
De comportement grégaire, ils se regroupent en énormes bancs qui s’étendent sur des kilomètres avec des milliers d’individus concentrés dans un seul mètre cube d’eau, ce qui en fait une espèce idéale pour une exploitation commerciale. Les captures totales se situent entre 150 000 et 200 000 tonnes par an, dont la plus grande partie provient de la mer de Scotia.
La plupart sont utilisés dans l’aquaculture, pour la fabrication d’aliments pour aquariums, comme appâts dans la pêche sportive ou dans l’industrie pharmaceutique. Au Japon, aux Philippines et en Russie, il est également utilisé pour la consommation humaine.
Son nom commun en français et en espagnol provient du norvégien krill (signifiant « larve, alevin, petit poisson »). 
On regroupe sous ce terme au minimum 85 espèces dont les adultes vivent en « essaims » gigantesques dans les couches supérieures de l'océan, les œufs et larves pouvant être trouvés jusqu'à plus de 1 000 m de profondeur. Les essaims forment parfois des bancs de deux millions de tonnes s'étendant sur 450 km2.

## Description et caractéristiques

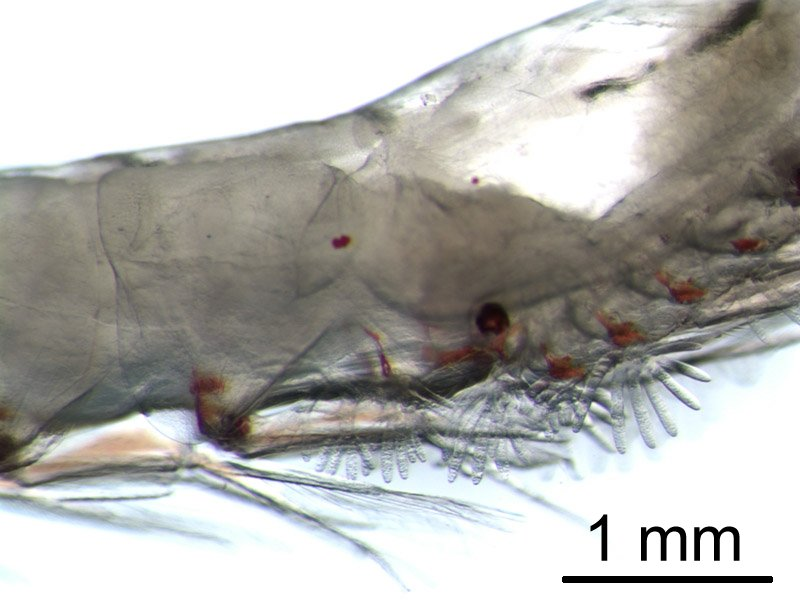
Les branchies externes du krill, bien visibles, les distinguent des crevettes.

Les Euphausiacea sont des crustacés, protégés comme tous les membres de ce groupe par un exosquelette de chitine, ici constitué de trois tagmes : le céphalon (tête), le pereion (ou thorax, ici fusionné avec le céphalon pour former un céphalothorax), et le pléon (« queue »). La plupart des espèces sont transparentes, pour mieux se dissimuler de leurs prédateurs. Ces animaux sont pourvus d'assez gros yeux composites, adaptés aux variations de lumière dues à leur mode de vie. Ils sont pourvus de deux antennes et d'un nombre variable de paires de pattes thoraciques appelées péréiopodes (ou thoracopodes). Certaines de ces pattes sont spécialisées dans des rôles nutritifs ou de nettoyage. En supplément, toutes les espèces possèdent également dix paires de pattes modifiées en nageoires et appelées pléopodes, ressemblant à celles qu'on trouve chez les langoustes. 
Le krill se distingue de la plupart des autres crustacés (et notamment des crevettes) par des branchies externes très développées et bien visibles.
La plupart des espèces mesurent à l'âge adulte entre 1 et 2 cm, mais quelques-unes peuvent atteindre 6 à 15 cm : la plus grande espèce connue est l'espèce bathypélagique Thysanopoda spinicauda. 
La plupart des espèces (sauf Bentheuphausia amblyops) sont également bioluminescentes, car équipées d'organes appelés photophores à luciférine, capables d'émettre de la lumière pour se défendre ou pour communiquer dans l'obscurité. 

## Répartition
En Arctique et dans le nord de l'océan Atlantique, il s'agit principalement de Meganyctiphanes norvegica, crustacés de 6 à 7 cm de long pesant en moyenne 2 g, au corps presque transparent et légèrement verdâtre car il se nourrit en filtrant le phytoplancton, pigmenté de points rouges et montrant deux grands yeux noirs. Il vit jusqu'à six ans.
Dans l'océan Austral, le krill antarctique est principalement constitué d’Euphausia superba, sans courbure dorsale et possédant des yeux noirs de grande taille. Pélagique, il constitue la première source d'alimentation des cétacés à fanons (mysticètes ; dont grands rorquals et baleines franches), avec un rendement très faible pour les cétacés, puisque pour grossir de 1 kg, ils doivent en absorber 100 kg. Les baleines en mangent plusieurs tonnes par jour. Ainsi, le déplacement de ces minuscules crustacés entraîne-t-il à lui seul, la migration des géants des mers.
En mer Méditerranée se trouve une population relique de Meganyctiphanes norvegica, datant de l'ère glaciaire, et qui constitue encore aujourd'hui la principale source d'alimentation du rorqual commun de Méditerranée.
Le krill est au centre d'une importante chaîne trophique, dont dépendent calmars, mammifères marins, oiseaux, poissons et certains cétacés qui s'en nourrissent.
Le krill et d'autres types de crevettes sont à l'origine de la coloration rose des flamants roses, et rose-orange de la chair du saumon sauvage. Il renferme en effet de l’astaxanthine, un caroténoïde rouge, une vitamine A anti-oxydante.
Il fait l’objet d'une pêche industrielle, notamment en Norvège et autour de l'Antarctique.

## Écologie
Le krill n'attend pas passivement sa nourriture mais la recherche activement au moyen de ses sens, et la capture grâce à des organes filtreurs spécialisés.
Il contribue, à son échelle, à la bioconcentration des toxiques dans la chaîne alimentaire, en particulier du mercure et d'autres polluants, qu'il contient cependant en proportion bien moindre que les prédateurs « supérieurs » (grands poissons (thon, marlin, espadon...) et mammifères carnivores, tels que dauphin, orque, cachalot ou baleine). Il joue aussi un rôle majeur, et longtemps sous-estimé dans le puits de carbone des écosystèmes pélagiques de haute mer. Selon E.L Cavan et al. (2024), via ses boulettes fécales, le krill antarctique « pompe » plus de carbone que la végétation côtière ne pompe de « carbone bleu », autant que les marais, les mangroves et les herbiers marins réunis. Les excréments du krill séquestrent 20 MtC par saison productive (du printemps au début de l’automne), soit une valeur de 4 à 46 milliards de dollars selon le prix du carbone, stocké pour au moins un siècle. Ce puits est dégradé et menacé par le développement rapide d'une pêche industrielle destinée à produire de la nourriture animale (farine animale ou krill lyophilisé), pêche dont les impacts ne sont pas finement mesurés. Des scientifiques appellent à une protection de son habitat.
D'autant que ses populations présentent (plus ou moins selon les espèces) une variabilité dans l'espace et le temps encore mal comprise. Il est possible que les quantités de krill aient localement fortement augmenté au XIXe et XXe siècle. Cette croissance pourrait notamment faire suite à la diminution importante du nombre de grands cétacés, mais aussi à l'augmentation de la pêche intensive de poissons (surpêche ?) se nourrissant de krill. De plus au même moment, les eaux tendaient globalement à se réchauffer, tout en perdant un peu de leur salinité, peut-être à cause des prémisses d'un réchauffement climatique important. Et dans le même temps, le milieu marin relevait de plus en plus de nitrates et phosphates d'origine anthropique ; conditions très favorables à l'explosion des populations de phytoplancton qui sont la nourriture de base du krill. 

Cette situation semble entraîner de très importants changements dans la composition et la localisation d'espèces animales océaniques.
Le krill est également un filtreur important des océans, dont il diminue la turbidité.
Le krill par ses mouvements et migrations nocturne/diurne ou saisonnière, a probablement une importance significative, comme d'autres espèces de zooplancton en matière de mélange des couches thermiques et/ou plus ou moins salées dans les zones où il vit.

## Taxonomie

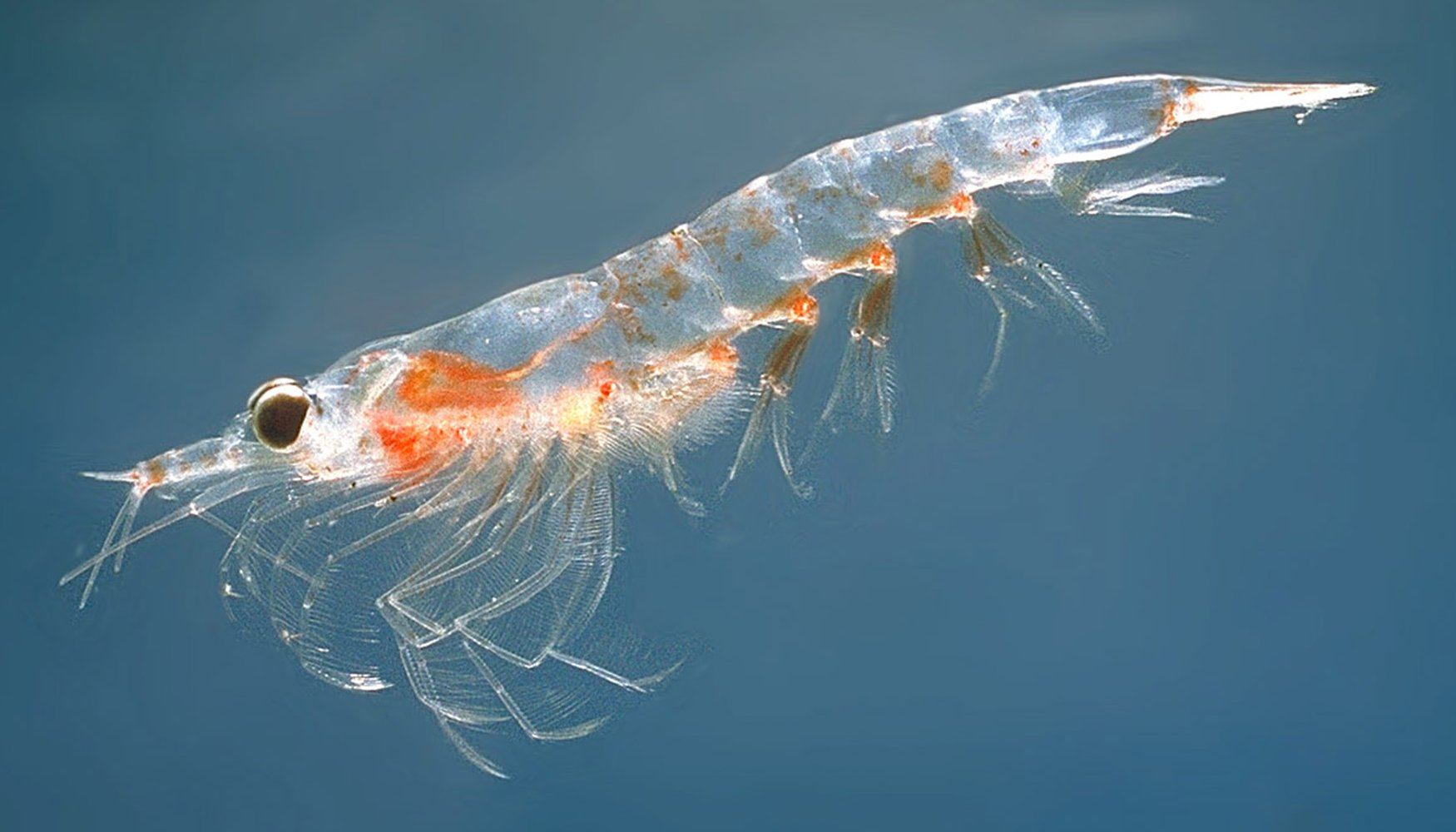
Un krill nordique (Meganyctiphanes norvegica)

Selon World Register of Marine Species (16 février 2016), l'ordre des Euphausiacea, créé par James Dwight Dana (1813-1895) en 1852, comprend deux familles, découpées en 11 genres contenant au total environ 87 espèces :
- famille Euphausiidae Dana, 1852
  - genre Euphausia Dana, 1852 -- 31 espèces
  - genre Meganyctiphanes Holt and W. M. Tattersall, 1905 -- 1 espèce
  - genre Nematobrachion Calman, 1905 -- 3 espèces
  - genre Nematoscelis G. O. Sars, 1883 -- 7 espèces
  - genre Nyctiphanes G. O. Sars, 1883 -- 4 espèces
  - genre Pseudeuphausia Hansen, 1910 -- 2 espèces
  - genre Stylocheiron G. O. Sars, 1883 -- 13 espèces
  - genre Tessarabrachion Hansen, 1911 -- 1 espèce
  - genre Thysanoessa Brandt, 1851 -- 10 espèces
  - genre Thysanopoda Latreille, 1831 -- 14 espèces
- famille Bentheuphausiidae Colosi, 1917
  - genre Bentheuphausia G. O. Sars, 1883
    - Bentheuphausia amblyops G. O. Sars, 1883 (unique espèce de la famille et du genre)

## Applications alimentaires

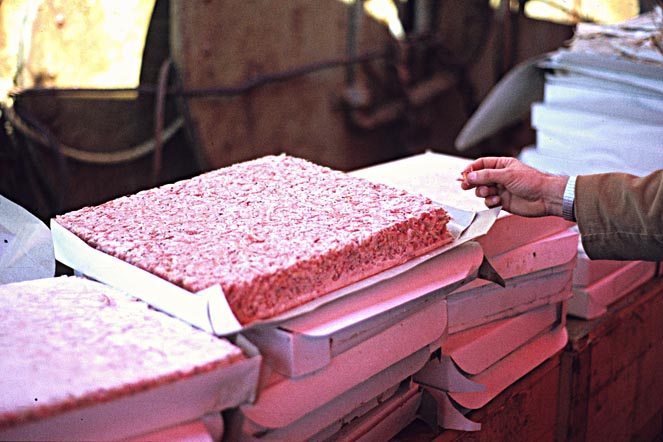
La pêche au krill a atteint un pic de 528000 tonnes par an rien qu'en Antarctique, à 93 % pêchés par la flotte russe.

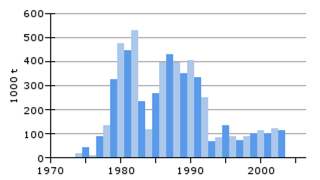
Tonnages de krill prélevé par la pêche commerciale déclarée de krill en Antarctique, de 1974 (premières pêches industrielles) à 2003 (Source : FAO Species Fact Sheet Euphausia superba)

On tire de Euphausia superba (pêché en Antarctique, dans la section atlantique de l’océan circumpolaire austral-antarctique) une huile qui « par son profil d’acides gras proche de celui des huiles de poisson peut être considéré comme une alternative pour favoriser le suivi des apports nutritionnels conseillés en EPA et DHA », riche en phospholipides, en oméga 3 (EPA, DHA et en anti-oxydants,. Elle a fait l'objet de recherches dans la lutte contre le cholestérol et l'excès de triglycérides. Il semblerait que cette huile puisse aussi avoir un intérêt dans le syndrome prémenstruel. L'huile de krill a aussi été associée a la réduction de douleurs des articulations, et d'aider notamment au traitement des rhumatismes et de l'arthrose.
Comme il n'y avait pas d'historique de consommation humaine d'huile de krill dans l'Union européenne avant 1997, ce produit a fait l'objet d'une procédure d'approbation selon le Règlement sur les Nouveaux aliments et a été accepté en 2009. Des compléments alimentaires contenant de l'huile de krill ou des dérivés de l'huile (des phospholipides) sont disponibles sur le marché. Une demande d'extension a été déposée par le fabricant pour ajout à des « produits laitiers, jus de fruits, barres protéinées, substituts de repas, compléments alimentaires et aliments diététiques destinés à des fins médicales spéciales ».. L'évaluation initiale de ce NI (nouvel aliment) a été faite par le Novel Food Board du ministère de l’économie et des finances finlandais, avec l’AESA. L'Afssa a fait sa propre évaluation et a conclu qu'une « limitation des possibilités de vecteurs et des seuils d’enrichissement devrait être envisagée ». L'ANSES a donné (16 novembre 2011) un avis sur la demande d'autorisation de mise sur le marché de ce nouveau produit. Ce produit est fin 2011 autorisé en Europe pour les « Produits laitiers sauf les boissons à base de lait ; Analogues des produits laitiers sauf boissons ; Matières grasses à tartiner et sauce ; Céréales de petit déjeuner ; Compléments alimentaires ; Aliments diététiques destinés à des fins médicales spéciales », mais le fabricant a sollicité une extension  « dans des vecteurs autorisés pour des huiles de composition proche de celle du NI, des huiles de micro-algue (décisions 2009/777/EC et 2009/778/EC). Il demande également une augmentation de la teneur maximale du NI dans les compléments alimentaires ». Ce produit ne semble pas poser de problèmes toxicologiques, mais l'huile de poisson peut prolonger le temps de saignement toutefois, « selon la FDA, les problèmes de coagulation ne devraient pas se poser pour des doses d’EPA+DHA inférieures à 3 g/j ». L'étiquetage devrait aider ceux qui sont allergiques au poisson et crustacés à s'en prémunir, bien qu'il ne contienne que peu de protéines. Cette espèce bioaccumule moins de polluants soluble dans le gras que celles du haut de la chaine alimentaire. Aux doses normalement ingérées elle ne présente a priori pas de risque de ce point de vue.

## Risques de surpêche
En Antarctique une grande quantité de krill est pêchée, essentiellement par des navires russes. 
En 2000, une première enquête scientifique a visé à cartographier et évaluer les bancs de krill antarctiques. 
Début 2019, durant l'été austral, une nouvelle grande étude internationale sur le krill austral a été lancée pour étudier si le secteur de la pêche laissait assez de ressources aux prédateurs naturels du krill que sont notamment les manchots et les baleines. Pas moins de six navires sont mobilisés durant deux mois dans et autour de la mer de Scotia. Des gliders et d'autres outils seront également testés, en prévision de relevés moins chers et plus fréquents afin d’améliorer la gestion de la pêche en Antarctique.
D'après, l’Organisation des Nations unies pour l'alimentation et l'agriculture (FAO) : « il est admis que le fondement scientifique de la gestion de cette pêcherie est faible et que des informations supplémentaires sur le comportement de cette espèce et des statistiques pêche sont absolument nécessaires ». Pour Greenpeace « Cette pêcherie symbolise l’absurdité d’un monde où l’on veut pêcher toujours plus loin, plus profond, dans des circonstances extrêmes alors que l’on connaît mal cette espèce, clé de voûte de tout l’écosystème. On ne sait pas grand-chose de sa biologie, ni de sa vulnérabilité face au changement climatique et à l’acidification du milieu marin. »

## Galerie

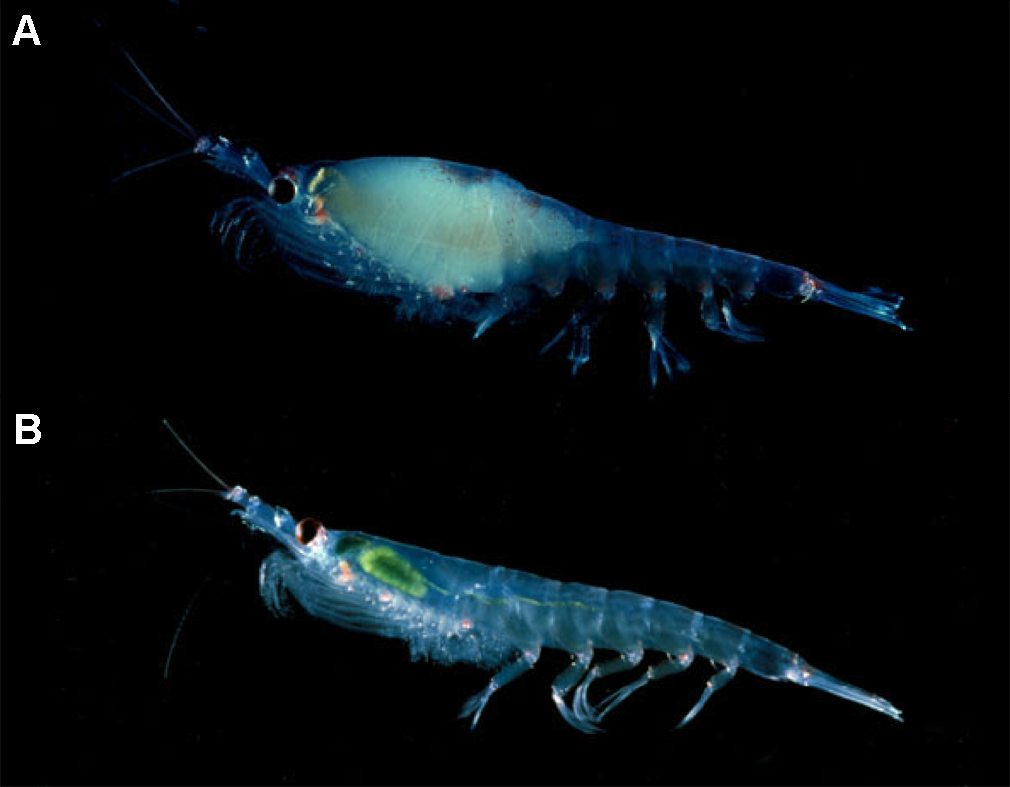
A : Femelle gravide, dont les œufs sont visibles en transparence. B : En vert : partie du tube digestif contenant du phytoplancton en cours de digestion
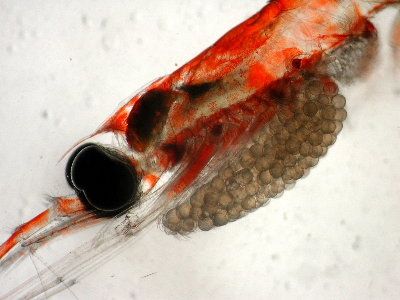
La tête d'un krill femelle de l'espèce Nematoscelis difficilis avec son sac à couvée. Les œufs ont un diamètre de 0,3 à 0,4 mm (0,012 à 0,016 in).
L'éclosion du krill peut s'effectuer sur le plateau continental, ou après une descente profonde des œufs
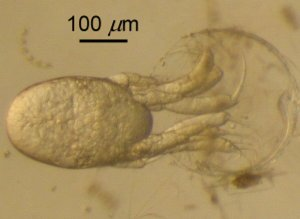
Nauplie de krill
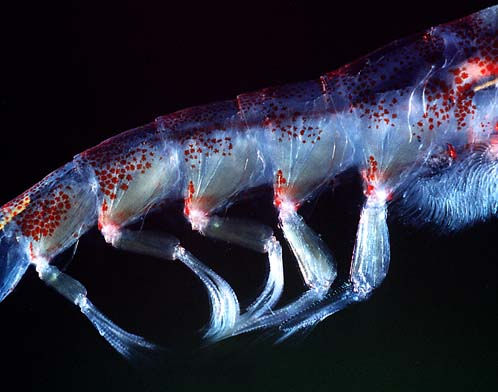
Système natatoire. Il contribue à échelle micrométrique au mélange constant des eaux
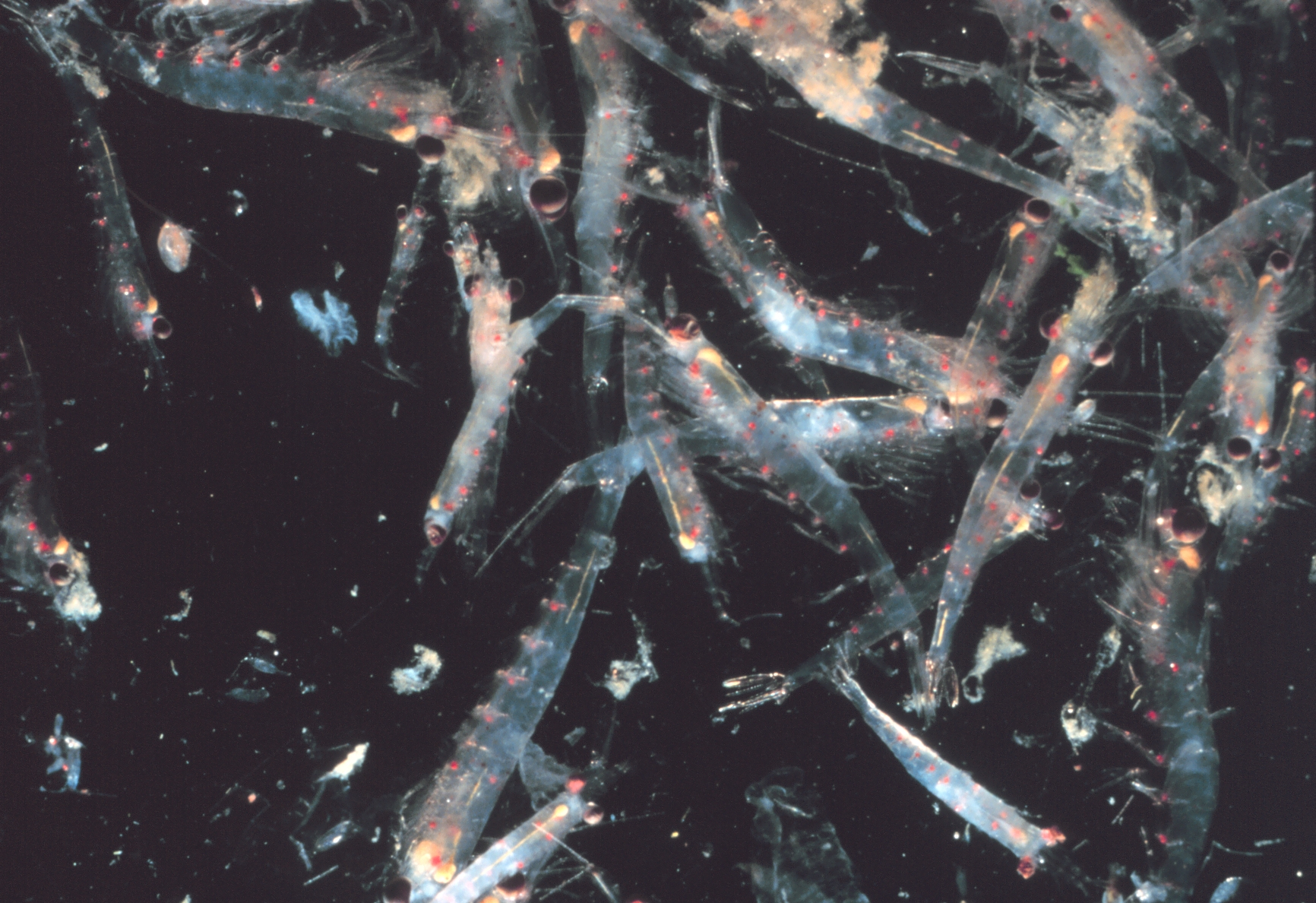
Les populations de krill peuvent être densément rassemblées sous la surface
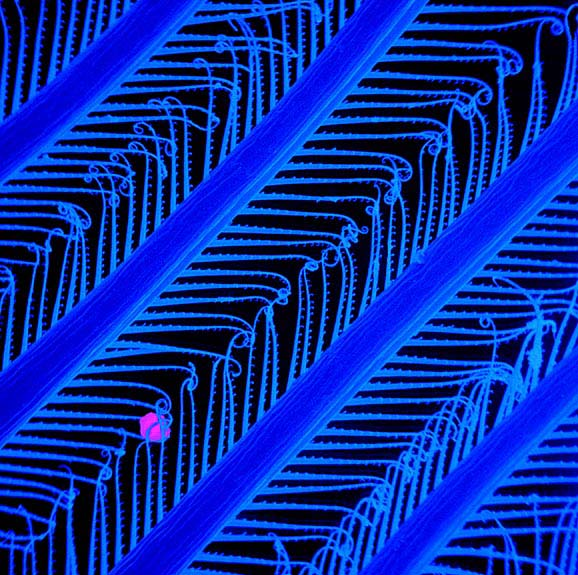
Grâce à des organes spécialisés, le krill se nourrit en filtrant l'eau